# Fondation européenne de la science
 (août 2022).
Si vous disposez d'ouvrages ou d'articles de référence ou si vous connaissez des sites web de qualité traitant du thème abordé ici, merci de compléter l'article en donnant les références utiles à sa vérifiabilité et en les liant à la section « Notes et références ».

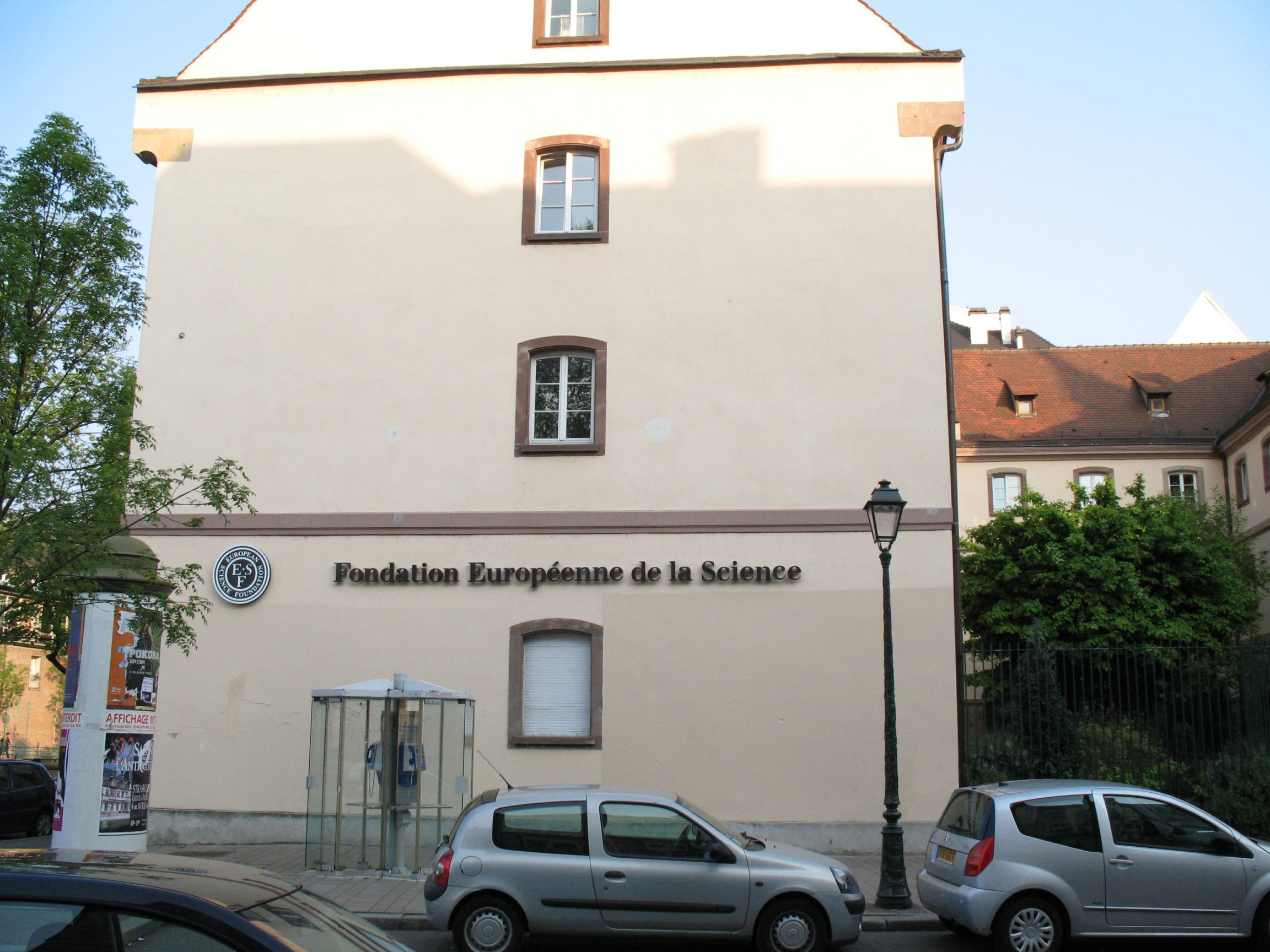
Siège de la Fondation européenne de la science, à Strasbourg

La Fondation européenne de la science (en anglais : European Science Foundation - ESF) a été fondée en 1974 et son siège se trouve à Strasbourg.

## Histoire
La Fondation européenne pour la science est une association regroupant 72 organisations scientifiques de 30 pays européens. En 1981, elle regroupait près de 50 organismes scientifiques de 18 pays européens. En 2025, la Fondation européenne pour la science compte 10 membres issus de 8 pays (Belgique, Bulgarie, France, Hongrie, Luxembourg, Roumanie, Serbie et Turquie).

### Controverses autour des listes ERIH (2008–2011)
Le European Reference Index for the Humanities (ERIH) a été lancé par la Fondation européenne de la science (ESF) en 2002 via son Standing Committee for the Humanities, comme index de référence des revues en sciences humaines. À partir de 2008, le classement initial en catégories A/B/C a suscité des critiques d’éditeurs et de sociétés savantes, qui mettaient en garde contre un mésusage pour l’évaluation de la recherche ; la presse spécialisée a fait état de protestations coordonnées et de retraits,. En janvier 2009, l’ESF a supprimé ces lettres au profit de catégories descriptives. En 2014, la responsabilité d’ERIH a été transférée de l’ESF au NSD – Norwegian Centre for Research Data, et l’index a été relancé et élargi sous le nom **ERIH PLUS** pour inclure les sciences sociales,.

### Discussions sur une relocalisation et la gouvernance à Strasbourg (2012–2014)
La presse locale à Strasbourg a fait état, fin 2012, de craintes que l’ESF soit dissoute ou relocalisée à Bruxelles dans un contexte de consolidation d’organismes au niveau européen, tout en rapportant la préférence affichée par l’ESF pour rester à Strasbourg. La même couverture signalait une baisse des effectifs et annonçait une assemblée générale fin novembre 2012 comme moment de décision. En décembre 2012, les membres de l’ESF ont reporté toute décision finale sur l’avenir de l’organisation jusqu’à fin 2014.

### Succession par Science Europe (2011)
En octobre 2011, la majorité des organisations membres de l’European Science Foundation (organismes nationaux de financement et d’exécution de la recherche) ont créé Science Europe, une association basée à Bruxelles destinée à représenter leurs intérêts communs et à coordonner la politique de recherche au niveau européen,. Ce changement a marqué un déplacement stratégique des rôles traditionnels de l’ESF — gestion de programmes et distribution de financements — vers une plateforme dédiée au plaidoyer et à l’alignement des politiques avec les institutions de l’Union européenne.
Science Europe a repris nombre des fonctions de coordination et de stratégie auparavant assurées par l’ESF, mais n’a pas été conçue pour gérer directement des dispositifs de financement. Entre 2011 et 2015, l’ESF a progressivement mis fin à ses activités de mise en réseau de la recherche et a transféré certaines fonctions de politique et de représentation à Science Europe.
À la suite de cette transition, l’ESF fonctionne comme une association régie par le droit local d’Alsace–Moselle, n’ayant plus le statut juridique de fondation, et poursuit ses activités en tant qu’organisation de services scientifiques, axée notamment sur l’évaluation par les pairs, l’évaluation de la recherche et l’hébergement de plateformes scientifiques,. Science Europe est devenue l’instance principale de plaidoyer et de représentation des organismes nationaux de financement et d’exécution de la recherche en Europe.

### Évaluation des unités de recherche au Portugal (2013–2015)
L’agence nationale portugaise FCT a confié à l’ESF un appui pour une évaluation en deux étapes des unités nationales de R&D. Le processus et ses résultats ont été contestés par une partie de la communauté scientifique portugaise ; en avril 2015, Science a qualifié l’évaluation de politiquement sensible en rendant compte de changements à la tête de la FCT. En octobre 2014, Nature a publié une tribune (World View) d’Amaya Moro-Martín évoquant « un processus d’évaluation vicié soutenu par l’ESF » ; l’ESF a demandé une rétractation et menacé d’une action en justice, comme l’a rapporté Retraction Watch ; l’ESF a ensuite indiqué ne pas avoir l’intention d’engager de poursuites « à ce stade »,.

### Réductions d’effectifs et évolution du modèle d’activité (2015–2017)
La presse régionale a rapporté en avril 2017 que l’ESF confirmait sa présence à Strasbourg « sur d’autres bases », décrivant une transition d’environ 120 salariés à 19 après trois plans sociaux (deux volontaires, un contraint), parallèlement à un recentrage sur des services professionnels sous la marque **Science Connect** (évaluation par les pairs, expertises et appuis associés) et un objectif d’effectif autour de 40 à moyen terme ; des exemples de premiers clients cités incluaient IdEx Bordeaux, l’Université du Luxembourg et l’AXA Research Fund.

## Objectifs
La Fondation, dont les membres sont des organismes de recherches européens, a pour objectifs de promouvoir la recherche scientifique et d'améliorer la coopération européenne dans ce domaine, d'émettre des avis sur des questions scientifiques stratégiques, d'encourager la mobilité des chercheurs.
Elle se propose d'améliorer la mutualisation des moyens, en particulier les grands instruments qui peuvent être utilisés par plusieurs pays et dans plusieurs disciplines scientifiques, et d'encourager les études concertées notamment en sciences humaines.

## Activités
Les activités de la fondation s'organise autour de six pôles :
- Ateliers exploratoires : Ces ateliers permettent la recherche préliminaire sur un domaine nouveau afin d'examiner l'opportunité de son approfondissement
- Réseaux : La mise en réseau des compétences
- Conférences : La fondation organise les Conférences européennes de recherche, moyen d'échange sur des sujets scientifiques précis
- Programmes : Projets scientifiques sur le long terme
- EUROCORES : Projets européens de recherche en coopération
- Prospective : Analyse prospective

## Structure
- Assemblée générale : elle regroupe tous les membres et se réunit une fois par an ;
- Conseil d'administration : chaque pays membre y a un représentant, sauf la France, l'Allemagne, l'Italie et le Royaume-Uni qui en ont deux ;
- Bureau exécutif : regroupe le président, les deux vice-présidents, 4 autres membres du Conseil d'administration et le secrétaire général (qui n'a pas de droit de vote) ;
- Les comités permanents : sciences physiques et de l'ingénieur, sciences médicales, sciences de la vie, de la terre et de l'environnement, sciences humaines et sciences sociales.

Il y a d'autres comités : les comités experts, les comités réseaux et les comités d'EURESCO.

## Membres

### France
- Institut français de recherche pour l'exploitation de la mer (IFREMER)

### Belgique
- Fonds national pour la recherche scientifique